# Shushtars historiska hydrauliska system
Shushtars historiska hydrauliska system (persiska: سازه‌های آبی شوشتر) ligger i staden Shushtar i provinsen Khuzestan och dateras till akemenidernas tid fram till sasanidernas tid. Det uppfördes på UNESCO:s Världsarvslista år 2009.

## Bilder

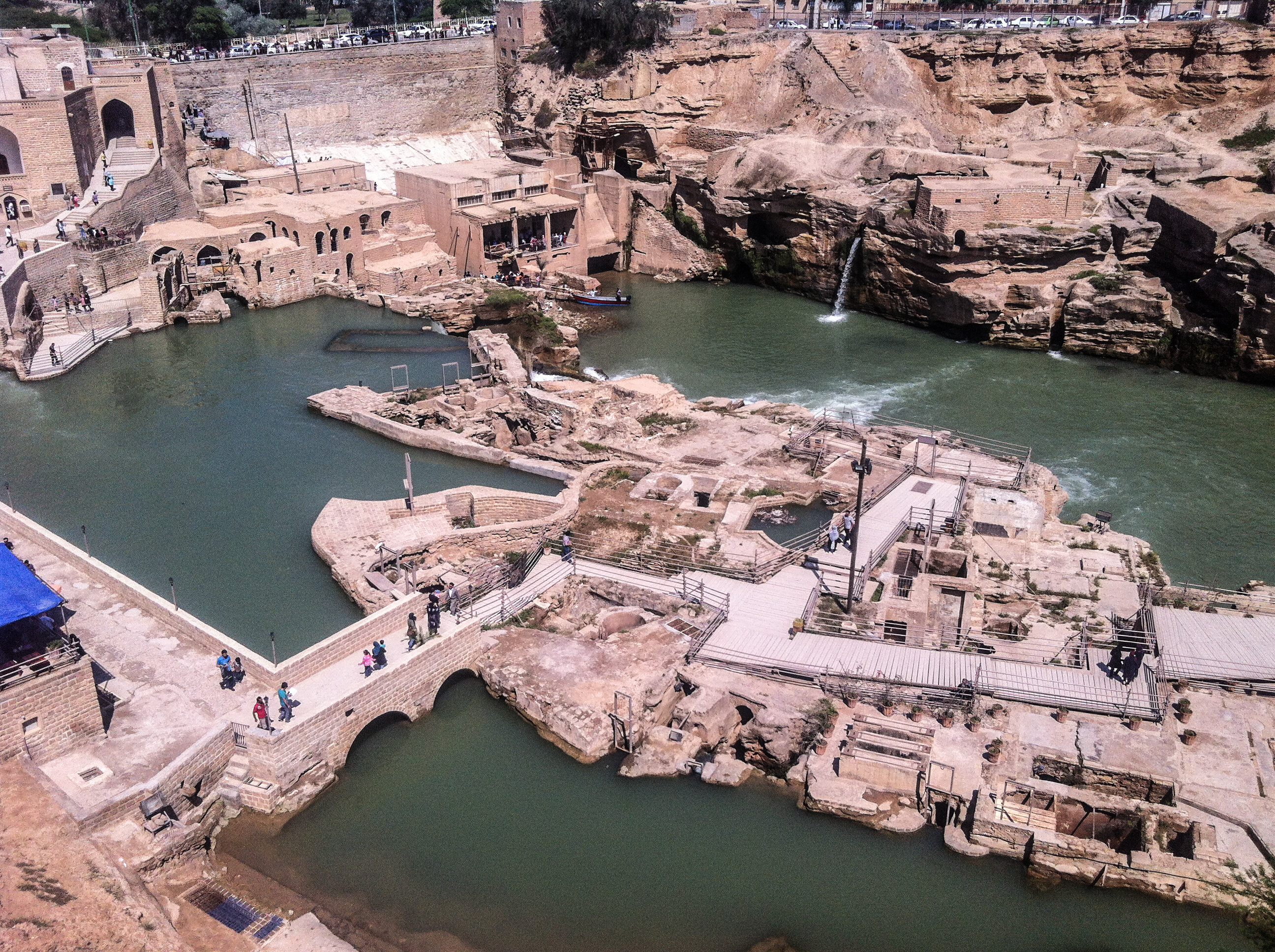
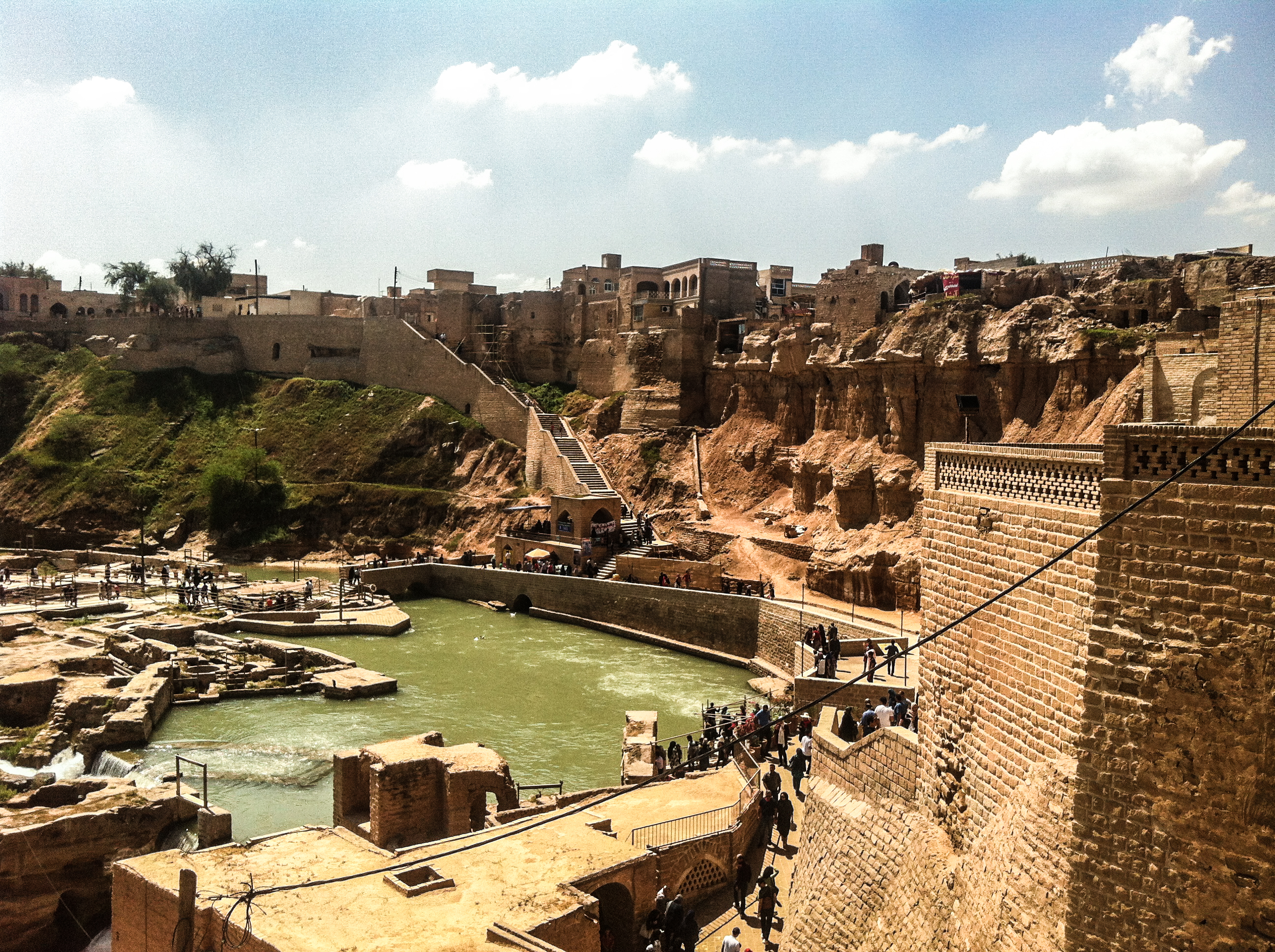
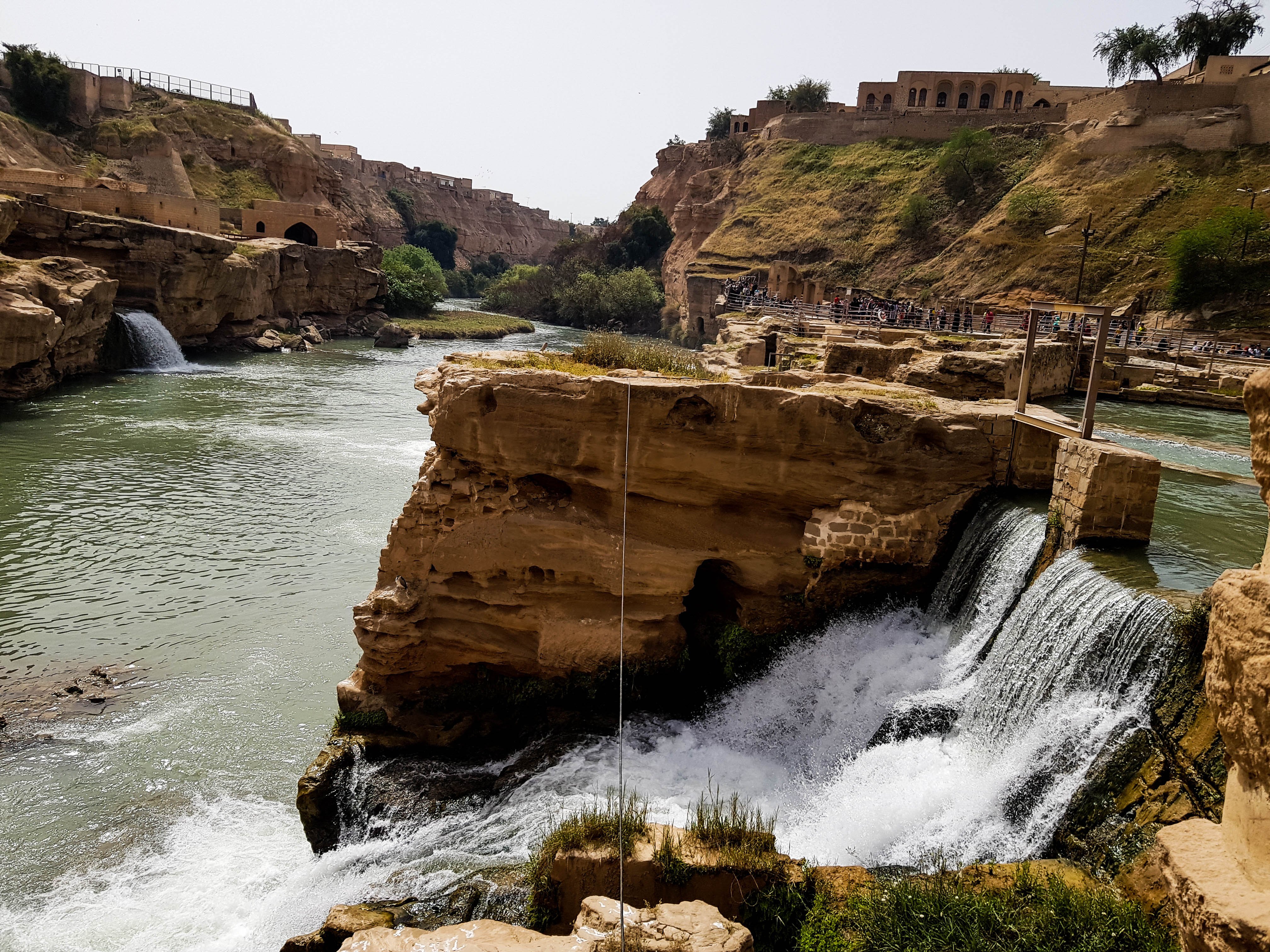